# 立鷹毛管蚜
立鷹毛管蚜（学名：Eutrichosiphum (Paratrichosiphum）为毛管蚜科真毛管蚜屬下的一个种。